# Weksel małżeński
Weksel małżeński (wł. La cambiale di matrimonio) – farsa muzyczna w jednym akcie. Muzyka Gioacchino Rossini, libretto Gaetano Rossi oparte na komedii Camillo Federici z 1790 roku. To pierwsza opera Rossiniego, która została wystawiona w teatrze. Premiera odbyła się 3 listopada 1810 w Teatro San Moisè w Wenecji.

## Historia powstania opery

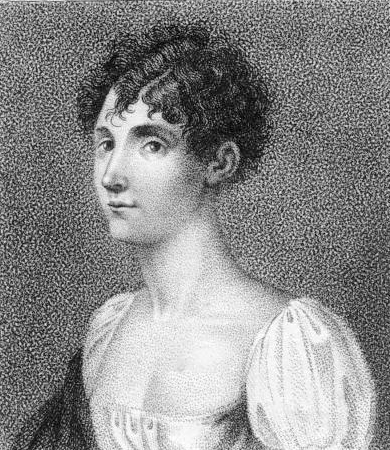
Rosa Morandi - pierwsza odtwórczyni roli Fanny

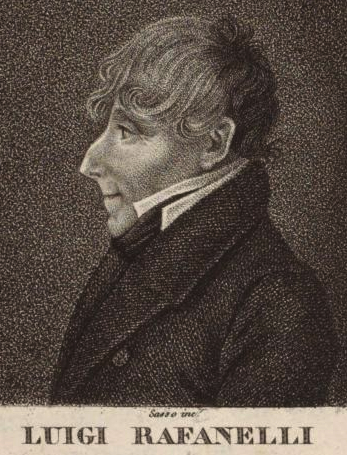
Luigi Raffanelli - pierwszy odtwórca roli Tobiego Milla

Weksel małżeński jest pierwszą z pięciu jednoaktowych fars muzycznych, które Rossini skomponował w latach 1810–1813 dla Teatro San Moisè w Wenecji. Pozostałe to Szczęśliwe oszukanie, Jedwabna drabinka, Okazja czyni złodzieja i Signor Bruschino.
Rossini napisał ją w wieku osiemnastu lat. To jego pierwsza opera, która była wystawiona. Wcześniej skomponował opera seria Demetriusz i Polibiusz (Demetrio e Polibio), która została wykonana w Rzymie dopiero w 1812 roku.
Premiera Weksla małżeńskiego odbyła się 3 listopada 1810 roku w Teatro San Moisè w Wenecji i był to wielki sukces. Oprócz Rosy Morandi jako Fannì wystąpili: bas Luigi Rafanelli (Mill); tenor Tommaso Ricci (Edoardo); bas Nicola De Grecis (Slook); bas Domenico Remolini (Norton) i mezzosopran Clementina Lanari (Clarina). Łącznie wykonano trzynaście przedstawień. Rok później pokazano operę w Teatro Eretenio w Vicenza, a w 1816 w Barcelonie. Kolejne inscenizacje miały miejsce w Teatro Sant’Agostino w Genui (1821) i w Teatro Grande w Trieście (1821).
O operze przypomniano sobie w 1910 roku kiedy wystawiono ją w Teatro La Fenice w Wenecji pod dyrekcją Mezio Agostini.

## Treść
Scena 1. Pokój w domu kupca Tobii Milla. Jego sekretarz Norton opowiada pokojówce Clarinie, że zbliża się ślub córki Millsa Fannì (wprowadzenie: „Non c'è il vecchio sussurrone”).
Scena 2. Mill wchodzi do pokoju w bieliźnie nocnej z mapą świata i kompasem (Cavatina buffa: „Chi mai trova il dritto, il fondo”). Korzystając z informacji w książce, na próżno próbuje dowiedzieć się, jak daleko Europa jest od Ameryka (Terzett: „Mar riflettete… thinkate”). Norton przynosi list, co zakłóca jego koncentrację. Ponieważ list został dostarczony przez marynarza statku kolonizacyjnego, przygląda się mu bliżej i cieszy się z rozpoznania pisma amerykańskiego partnera biznesowego. Ten ostatni przybył z tym samym statkiem, aby osobiście skontrolować zamówiony towar. Clarina zostaje poproszona o przygotowanie dla gościa pokoju, a córka ma włożyć najpiękniejszą sukienkę. Pozostała służba również otrzymała polecenia. To drugi list, który otrzymał Mill. Zrobił na nim duże wrażenie. Jego przyjaciel biznesowy Slook z Kanady planuje założyć firmę matrymonialną w koloniach. Dlatego poprosił o polecenie mu żony o określonych cechach. Posag nie jest konieczny, ale „powinna pochodzić z dobrego domu, nie starsza niż 30 lat, o łagodnym charakterze i doskonałej reputacji, o jednolitej karnacji. Również o silnym temperamencie i zdrowiu, aby mogła wytrzymać wszystkie trudy podróży i klimatu w Kanadzie. Mill wkłada list do książki na stole. Postanowił zaoferować Slookowi swoją własną córkę Fannì, sprzeciw Nortona nic tu nie zmieni. Ten żałuje dziewczyny i ma nadzieję, że Amerykanin na próżno odbył swoją podróż.
Scena 3. Fannì i jej wielbiciel Edoardo Milfort przysięgają sobie miłość i mają nadzieję, że wkrótce się pobiorą (duet: „Tornami a dir che m’ami”). Edoardo liczy na wsparcie swojego wuja, który przyjedzie za kilka dni. Jednak Fannì jest zaniepokojona niektórymi wiadomościami od ojca dotyczącymi jego gościa.
Scena 4. Norton szuka Milla i opowiada Fannì i Edoardo o planie jej ojca. Pokazuje im list od Slooksa, wierząc, że będą się z tego śmiać. Oboje są jednak przerażeni, że Fannì może być sprzedana jak towar.
Scena 5. Z zewnątrz słychać, jak Mill strofuje kelnerki. Wkrótce potem wchodzi do pokoju. Ponieważ Edoardo nie udało się ukryć, Norton przedstawia go jako nowego księgowego. Mill uważa, że jest za młody i za nowoczesny, ale ponieważ Norton wydaje mu dobrą opinię, Mill go zatrudnia. Następnie bierze kilka listów z biurka, daje je Fannì i mówi o gościu, któremu Fannì powinna je przekazać. To ma jej przynieść szczęście. Przyjechał powóz i Mill odchodzi ze sługami, aby przywitać gościa. Edoardo jest wstrząśnięty, ale Fannì ma już plan i prosi go, aby jej zaufał.
Scena 6. Slook wchodzi ubrany oficjalnie, ale trochę zabawnie (Cavatina: „Grazie ... grazie ... Caro amico! „). Słudzy przesadnie się nim zajmują. Mill próbuje nawet wyprostować swoją perukę, kordialnie się wita. Slook jest przytłoczony i zmieszany europejskimi zwyczajami. Kłania się sztywno. Podczas gdy Fannì, Clarina, Edoardo i Norton z trudem powstrzymują śmiech, Mill jest pod wrażeniem dobrych manier Slooka. Slook podsumowuje: Najpierw musisz się przywitać, pocałować i przytulić właściciela – a potem zrobić to samo z kobietami ... Jednak, skoro się wycofują, więc zdaje sobie sprawę, że to chyba nie było w porządku. W Kanadzie maniery są znacznie bardziej otwarte i przyjazne; ale chciałby nauczyć się lokalnych manier europejskich. Dostrzega Fannì i od razu jest zaskoczony jej urodą. Mill mówi mu, że ma dla niego list polecający. Norton powinien teraz pokazać nowemu księgowemu zakres prac.
Scena 7. Fannì i Slook zostają sami. Po chwili wahania przekazuje mu listy ojca. Slook prosi ją, by podeszła bliżej i pyta, czy zna treść listów. Ponieważ ona mówi że nie, on czyta. Mill pisze, że znalazł żonę, która dokładnie spełnia wymagania. To jego jedyna córka, Fannì, która wręcza ten list. Slook powinien zatem wywiązać się ze swoich zobowiązań w ciągu dwóch dni. Kiedy Slook zapytał o jej opinię, Fannì prosi go, by odstąpił od umowy. Nie jest to dla niego odpowiedni towar (duet: „Darei per sì bel fondo”). Slook wymaga dalszych wyjaśnień. Czy ona gardzi małżeństwem? Czy ona uważa, że jest demonem? Ponieważ tak nie jest, bezpośrednio prosi ją o rękę. Prośby Fannì były bezużyteczne. Wyjaśnia, że już wie, co musi zrobić.
Scena 8. Edoardo ze złością wpada do pokoju, a za nim Fannì. Wyjaśnia Slookowi, że ta ładna twarzyczka nie jest dla niego, i prosi go o powrót do Kanady (Terzett: „Quell’amabile visino”). Jednak Slook nie chce się zgodzić. Powstaje spór. Fannì wyjaśnia, że pod żadnym pozorem za niego nie wyjdzie. Gdyby jej dotknął, wydrapała by mu oczy. Edoardo również grozi że mu da po łapach, jeśli nie zrezygnuje z kontraktu. Slook zastraszony poddaje się. Wszyscy wychodzą.
Scena 9. Norton i Clarina rozmawiają o sytuacji. Norton nie sądzi, że ślub się odbędzie. Przygotowania głupca Milla będą daremne, a prostak Slook wróci do Kanady. Jednak, nie jest całkowicie w błędzie, że kobiety w Europie są uważane za towar. Clarina wyraża współczucie dla kochanków. Często była w podobnej sytuacji i wie, co oznacza miłość (aria: „Anch’io son giovane”). Udaje się do Fannì, aby ją pocieszyć.
Scena 10. Slook wchodzi do pokoju w poszukiwaniu Milla. Norton ostrzega go, że towar, który chce nabyć, może zostać obciążony hipoteką. Norton wychodzi.
Scena 11. Slook jest zszokowany tym co usłyszał oraz groźbami Fanni i Edoardo. Przychodzi Mill i pyta go, czy są jakieś dobre wieści. Slook odpowiada, że wszystko jest w porządku. Fannì jest ładna, w odpowiednim wieku, ma ujmujące maniery, dobrą figurę i pożądany temperament. Mill przytula go i całuje po każdej odpowiedzi. Slook dodaje sucho, że jest tylko jeden problem: nie chce jej. Nie może podać powodów, ponieważ boi się o swoje oczy. Ale zwróci wszystkie wydatki. Mill się z tym nie zgadza – w końcu spełnił wszystkie warunki (duet: „Dite presto, dove sta”). Ponieważ Slook nie poddaje się, Mill wyzywa go na pojedynek na pistolety lub szablę. Ma godzinę na przygotowanie się. Slook postanawia natychmiast wyjść.
Scena 12 Po wyjściu Slooka i Milla Clarina, Fannì i Edoardo rozmawiają o sytuacji w jakiej się znaleźli. Uważają, że ich groźby zakończyły się sukcesem. Mimo to Clarina współczuje Slookowi. Edoardo zakłada, że szybko znajdzie inną narzeczoną. Ma nadzieję i namiętnie całuje dłoń Fannì.
Scena 13. Slook widzi parę przez otwarte drzwi. Wchodzi uśmiechnięty i prosi o rozmowę. Mówi, że Amerykanin nigdy nie zagroziłby życiu gościa. Teraz rozumie, jakim rodzajem „kredytu hipotecznego” jest obciążona Fannì, ale chce wiedzieć, dlaczego to ona została mu zaproponowana. Fannì wyjaśnia, że zmusił ją do tego ojciec. Slook uważa, że to ohydne. Kiedy dowiaduje się, że nie powiedzieli Millowi o ich związku z powodu ubóstwa Edoardo, okazuje się wspaniałomyślny. Lubi młodego człowieka i chce, aby byli szczęśliwi. Przenosi weksel na Edoardo i obiecuje uznać go jako spadkobiercę. Para jest przepełniona radością (Aria Fannì: „Vorrei spiegarvi il giubilo”). Wychodzą z pokoju.
Scena 14. Slook jest zadowolony ze swojego dobrego uczynku. On też wychodzi.
Scena 15. Do pokoju wchodzi Mill, a za nim sługa z dwoma pistoletami i dwiema szablami. Sługa kładzie broń na stole i wychodzi. Mill jest tak zły na Slooka, że chce go zabić pierwszym ciosem. Ma jednak obawy, istnieje bowiem możliwość, że on sam zostanie zabity.
Wyobraża sobie, jak będzie przewracać oczamy i wyglądać na wściekłego, aż w końcu uderzy przeciwnika mieczem.
Tymczasem Slook zamienia pistolety na fajki. Śmiejąc się, wyjaśnia, że zmartwychwstał i jest do usług. Trwa krótka bitwa słów (kwartet „Porterò così il cappello”).
Scena 16. Zanim Mill i Slook wyjdą na zewnątrz, aby stoczyć pojedynek, pojawiają się Fannì i Clarina. Nie udaje im się uspokoić Mlla. Wraz ze wzrostem jego gniewu Slook coraz bardziej się bawi.
Ostatnia scena. Dochodzi Edoardo i Norton (sekstet: „Vi prego un momento”). Edoardo pokazuje Millowi weksel. Nie chce, by natychmiast go spłacił, ale Norton wyjaśnia, że w kasie nie ma dość pieniędzy. Mill szaleje. Wreszcie Slook się odzywa. Wyjaśnia, że Mill się myli. Jego córka jest już obciążonym kapitałem. Jednak znalazł nabywcę, przekazał mu weksel i scedował ten kapitał.Przyniesie to dochód w ciągu roku w postaci wnuka. Ponieważ Edoardo i Fannì powiedzieli mu, że się kochają, wyznaczył go na spadkobiercę. Po chwili namysłu Mill się zgadza. Wszyscy cieszą się ze szczęśliwego zakończenia.

## O operze

### libretto
Libretto opery napisał Gaetano Rossi. Tekst oparty na komedii Camillo Federici o tej samej nazwie, opublikowanej w Wenecji w 1790 roku. Komedia była wcześniej wykorzystana jako podstawa libretta napisanego przez Giuseppe Checcheriniego do muzyki Carlo Coccia w 1807 roku (opera Il matrimonio per lettera di cambio). Rossi najprawdopodobniej znał ten tekst, ale w swojej adaptacji korzystał z oryginału. Jego dzieło jest nie tylko zabawne, ale zawiera także elementy sentymentalne i moralizujące. Od Federiciego Rossi przejął również dowcip z jego aluzjami do języka kupieckiego: oblubienica jest obciążona hipoteką, a Slook nie pozostawia Edoardo swojej oblubienicy, ale przekazuje mu weksel.

### Muzyka
Muzyka tej wczesnej opery zawiera już istotne cechy języka Rossiniego. Do uwertury użył pierwszego tematu Sinfonii Es-dur (Sinfonia al Conventello), napisanej rok wcześniej dla Konserwatorium Bolońskiego. Tutaj, podobnie jak w wielu późniejszych utworach, korzystał ze swoich starszych kompozycji. Później wykorzystał motywy z La cambiale di matrimonio w innych dziełach, takich jak Cyrulik sewilski i Szczęśliwe oszukanie.
- Uwertura/ Sinfonia
- Numer 1. Wprowadzenie (Norton, Clarina, Mill): „Non c'è il vecchio sussurrone” (scena 1)
  - Cavatina buffa (Mill): „Chi mai trova il dritto, il fondo” (scena 2)
  - Tercet (Clarina, Norton, Mill): „Ma riflettete… thinkate” (scena 2)
- Nr 2 Duet (Edoardo, Fannì): „Tornami a dir che m’ami” (scena 3)
- Nr 3. Cavatina (Slook): „Grazie… grazie… Caro amico!” (scena 6)
- Nr 4. Duet (Slook, Fannì): „Darei per sì bel fondo” (scena 7)
  - Tercet (Slook, Fannì, Edoardo): „Quell’amabile visino” (scena 8)
- Nr 5. Aria (Clarina): „Anch’io son giovane” (scena 9)
- Numer 6. Duet (Mill, Slook): „Dite presto, dove sta” (scena 11)
- Nr 7. Recytatyw i Aria (Fannì): „Vorrei spiegarvi il giubilo” (scena 13)
- Nr 8. Finał:
  - Kwartet (Mill, Slook, Clarina, Fannì) „Porterò così il cappello” (scena 15)
  - Sekstet (Mill, Slook, Clarina, Fannì, Edoardo, Norton): „Vi prego un momento” (scena 17)[2][4]

## Nagrania
- 1954 (w skrócie): Giuseppe Morelli (dyrygent), Orchestra de la Società del Quartetto Roma. Giorgio Onesti (Mill), Angelica Tuccari (Fannì), Giuseppe Gentile (Edoardo), Nestore Catalani (Slook), Tito Dolciotti (Norton), Maria Grazia Ciferi (Clarina). Nixa PLP 583 (1 LP), okres SPL 583 (1 LP)[5].
- 1960: Renato Fasano (dyrygent), I Virtuosi di Roma. Rolando Panerai (Mill), Renata Scotto (Fannì), Nicola Monti (Edoardo), Renato Capecchi (Slook), Mario Petri (Norton), Giovanna Fioroni (Clarina). IOR CD: LO 7738, Orizzonte Ricor LP: AOCL 216009 (2 LP).
- 1971 (na żywo, koncert z Mediolanu): Vittorio Gui (dyrygent), Orchestra della RAI di Milano. Gianni Socci (młyn), Carla Chiara Grimaldi (Fannì), Ennio Buoso (Edoardo), Enrico Fissore (Slook), Giorgio Gatti (Norton), Elvira Spica (Clarina). Pamięci HR 4506 (1 płyta CD).
- Maj 1989 (wideo, skrócone recytatywy, na żywo ze Schwetzingen). Michael Hampe (produkcja), Gianluigi Gelmetti (dyrygent), orkiestra symfoniczna SWR Stuttgart. John del Carlo (Mill), Janice Hall (Fannì), David Kuebler (Edoardo), Alberto Rinaldi (Slook), Carlos Feller (Norton), Amelia Felle (Clarina). Teldec VI: 9031 71479 3, Teldec CV: 9031 71479 6, EuroArts 2054968 (1 DVD).
- 1990: Marcello Viotti (dyrygent), English Chamber Orchestra. Bruno Praticò (Mill), Alessandra Rossi (Fannì), Maurizio Comencini (Edoardo), Bruno de Simone (Slook), Francesco Facini (Norton), Valeria Baiano (Clarina). Claves CD: 50-9101, Brilliant Classics 92399 (8 CD).
- 1991 (na żywo z Pesaro): Donato Renzetti (dyrygent), Orchestra della RAI di Torino. Enzo Dara (Mill), Soeun Jeun (Fannì), Luca Canonici (Edoardo), Roberto Frontali (Slook), Stefano Rinaldi-Miliani (Norton), Marilena Laurenza (Clarina). Fonit Cetra CD: RF CD 2011.
- 1991: Hervé Niquet (dyrygent), Le Concert Spirituel. Michel Trempont (Mill), Eleanor Oldham (Fannì), Jean-Paul Fouchécourt (Edoardo), Peter Harvey (Slook), Till Fechner (Norton), Miriam Ruggeri (Clarina). Adda CD: 581 290, Accord CD: 243022.
- 1995 (wideo, na żywo z Pesaro): Luigi Squarzina (produkcja), Yves Abel (dyrygent), ORT-Orchestra della Toscana. Bruno Praticò (Mill), Eva Mei (Fannì), Bruce Fowler (Edoardo), Roberto Frontali (Slook), Stefano Rinaldi-Miliani (Norton), Alessandra Palomba (Clarina).
- 8. Sierpień 2006 (audio / wideo, na żywo z Pesaro): Luigi Squarzina (produkcja), Umberto Benedetti Michelangeli (dyrygent), Orchestra Haydn di Bolzano e Trento. Paolo Bordogna (Mill), Désirée Rancatore (Fannì), Saimir Pirgu (Edoardo), Fabio Maria Capitanucci (Slook), Enrico Maria Marabelli (Norton), Maria Gortsevskaya (Clarina). Dynamic CDS 529 (1 CD), Premiere Opera 2446-2 (2 CD), Naxos 2110228 (DVD).
- Lipiec 2006 (wideo, na żywo z Bad Wildbad): Christopher Franklin (dyrygent), Württembergische Philharmonie Reutlingen. Vito Priante (Mill), Julia Samsonova (Fannì), Daniele Zanfardino (Edoardo), Giulio Mastrototaro (Slook), Tolasz Wija (Norton), Francesca Russo Ermolli (Clarina).

## linki internetowe
- La cambiale di matrimonio – nuty dostępne w bibliotece cyfrowej International Music Score Library Project
- Libretto (język włoski), Wenecja 1810. Zdigitalizowane przez Museo internazionale e biblioteca della musica di Bologna
- Libretto (język włoski) pełny tekst na librettidopera.it
- Libretto (język włoski) pełny tekst na stronie internetowej Rossini Society
- Dyskografia La cambiale di matrimonio